# Liste der Naturdenkmale in Kircheib
Die Liste der Naturdenkmale in Kircheib nennt die im Gemeindegebiet von Kircheib ausgewiesenen Naturdenkmale (Stand 15. Februar 2024).

## Naturdenkmale
| Nr.         | Bezeichnung | Lage                                                                            | Beschreibung | Bild                                    |
| ----------- | ----------- | ------------------------------------------------------------------------------- | --- | --------------------------------------- |
| ND-7132-375 | Hülse       | südöstlich des Ortes; Distrikte Im Neuenhöfer Behang und Oben im Wehrbüsch Lage | flächenhaftes Naturdenkmal in zwei Teilflächen, insgesamt 24 ha; Ilex-aquifolium-Vorkommen; auch in Hirz-Maulsbach | Direkt Bild zu diesem Denkmal hochladen |